# Campionati mondiali di biathlon 1959
I Campionati mondiali di biathlon 1959, seconda edizione della manifestazione, si svolsero a Courmayeur, in Italia, e contemplarono esclusivamente gare maschili. Fu assegnato solo il titolo mondiale della 20 km; la staffetta venne disputata a titolo non ufficiale e pertanto non assegnò medaglie. Rispetto all'edizione precedente venne corsa una staffetta 3x7,5 km e non una 4x7,5 km.

## Risultati

### 20 km
| Posizione | Atleta            | Nazione          | Tempo |
| --------- | ----------------- | ---------------- | ----- |
| 1         | Vladimir Melan'in | Unione Sovietica | -     |
| 2         | Dmitrij Sokolov   | Unione Sovietica | -     |
| 3         | Sven Agge         | Svezia           | -     |
| 4         | Martti Meinilä    | Finlandia        | -     |
| 5         | Vilho Ylönen      | Finlandia        | -     |
| 6         | Knut Wold         | Norvegia         | -     |
| 7         | Valentin Pšenicyn | Unione Sovietica | -     |
| 8         | Maurice Paquette  | Stati Uniti      | -     |
| 9         | Adolf Wiklund     | Svezia           | -     |
| 10        | Henry Hermansen   | Norvegia         | -     |

### Staffetta 3x7,5 km (non ufficiale)
| Posizione | Nazione          | Atleti                                              | Tempo |
| --------- | ---------------- | --------------------------------------------------- | ----- |
| 1         | Unione Sovietica | Vladimir Melan'in Dmitrij Sokolov Valentin Pšenicyn | -     |
| 2         | Svezia           | Sven Agge Adolf Wiklund Sture Ohlin                 | -     |
| 3         | Norvegia         | Knut Wold Henry Hermansen Ivar Skøgsrud             | -     |

## Medagliere per nazioni
| Posizione | Nazione          | Oro | Argento | Bronzo | Totale |
| --------- | ---------------- | --- | ------- | ------ | ------ |
| 1         | Unione Sovietica | 1   | 1       | 0      | 2      |
| 2         | Svezia           | 0   | 0       | 1      | 1      |